# Droid (police de caractères)
Pour les articles homonymes, voir Droid.
Droid est une famille de police de caractères distribuée en 2007 sous la licence Apache et créée par Ascender pour le système d’exploitation Android de l’Open Handset Alliance.
Les fontes sont conçues pour être utilisées sur des écrans d’appareils électroniques de petite taille. Elles sont dessinées par Steve Matteson d’Ascender. Le nom est dérivé de celui de la plateforme Android.
La famille de fontes est composée de trois sous-familles : 
- Droid Sans, fontes sans-serif ;
- Droid Serif, fontes serif ;
- Droid Sans Mono, fontes sans-serif à chasse fixe.

En 2010, Pascal Zoghbi complète la famille avec des polices arabes :
- Droid Arabic Naskh ;
- Droid Arabic Kufi.

## Spécimens

Droid Serif.
Droid Sans.
Droid Sans Mono.